# Sobkowice
Sobkowice – wieś w Polsce położona w województwie dolnośląskim, w powiecie średzkim, w gminie Kostomłoty przy drodze wojewódzkiej nr 346.
W latach 1975–1998 miejscowość administracyjnie należała do województwa wrocławskiego.

## Nazwa
Nazwa miejscowości należy do grupy nazw patronomicznych i pochodzi od staropolskiego imienia założyciela miejscowości Sobka. Heinrich Adamy w swoim dziele o nazwach miejscowości na Śląsku wydanym w 1888 roku we Wrocławiu wymienia jako najstarszą zanotowaną nazwę miejscowości Sobcowicz podając jej znaczenie "Dorf des Sobek" czyli po polsku "Wieś Sobka".